# Anolis purpurgularis
Espèce
Synonymes
- Norops purpurgularis McCranie, Cruz & Holm, 1993

Anolis purpurgularis est une espèce de sauriens de la famille des Dactyloidae. 

## Répartition
Cette espèce est endémique du Nord du Honduras.

## Publication originale
- McCranie, Cruz & Holm, 1993 : A new species of cloud forest lizard of the Norops schiedei group (Sauria: Polychrotidae) from northern Honduras. Journal of Herpetology, vol. 27, no 4, p. 386-392.